# Gouden babiroesa
De gouden babiroesa of het hert(en)zwijn (Babyrousa babyrussa) is een zoogdier uit de familie van de varkens (Suidae). De wetenschappelijke naam van de soort werd als Sus babyrussa in 1758 gepubliceerd door Carl Linnaeus.

## Kenmerken
Een volwassen mannetje is onder meer herkenbaar aan zijn langere hoektanden in de onderkaak. Bij beide geslachten groeien de tanden in de bovenkaak dwars door de kaak omhoog, in de richting van de ogen. Bij oudere dieren zijn de tanden soms zo lang dat ze in de schedel gegroeid zijn. De vrijwel kale huid is bruin tot grijs. De lichaamslengte bedraagt 90 tot 100 cm, de staartlengte 27 tot 32 cm en het gewicht tot 100 kg.

## Leefwijze
Gouden babiroessen eten vrijwel alles, van bladeren tot insecten en bessen. Ze leven in kleine groepjes, meestal met een mannetje aan het hoofd, maar er zijn ook solitair levende dieren gesignaleerd. De zeugen trekken met hun jongen in groepjes rond (tot 8 dieren).

## Voortplanting
De draagtijd is ruim 4 tot 5 maanden, waarna er 1 of 2 jongen geboren worden.

## Verspreiding
Deze soort komt voor in de moerasbossen en rietjungles van Sulawesi, Sula-eilanden en Buru.